# بوغدان أوبرادوفيتش
بوغدان أوبرادوفيتش (بالصربية: Богдан Обрадовић)‏ هو سياسي صربي، ولد في 30 سبتمبر 1966 في بلغراد في صربيا. حزبياً، نشط في الحزب التقدمي الصربي. وقد انتخب عضو الجمعية الوطنية في صربيا.